# Kiel
Kiel je nejsevernější německé velkoměsto. Je to hlavní a nejlidnatější město spolkové země Šlesvicko-Holštýnsko. Žije zde přibližně 248 000 obyvatel (2018). Leží asi 90 km severně od Hamburku. Vzhledem ke své zeměpisné poloze na jihovýchodě Jutského poloostrova a na jihozápadním pobřeží Baltského moře při Kielském fjordu a Kielském zálivu se město stalo jedním z hlavních německých námořních center. Tradičně zde byla základna baltského loďstva německého námořnictva a i dnes se Kiel snaží být špičkovým loďařským centrem.
Kiel je dnes rovněž známý díky řadě jachtařských soutěží, z nichž nejznámější je Kieler Woche (Kielský týden), jeden z největších závodů svého druhu na světě. V letech 1936 a 1972, kdy Německo hostilo letní olympijské hry, se v Kielském zálivu konaly jachtařské soutěže.
Město je sídlem proslulé Univerzity Kristiána Albrechta založené v roce 1665 a GEOMAR-Helmholtzova centra pro výzkum oceánu. Díky své poloze při Kielském fjordu a jedné z nejvytíženějších umělých vodních cest světa, Kielskému průplavu, jenž do něj ústí, je Kiel významným střediskem námořní dopravy. Operuje odtud řada trajektů plujících do Švédska, Norska, Litvy a dalších zemí. Kielský přístav je dnes rovněž oblíbenou zastávkou výletních lodí křižujících Baltské moře.

## Historie

### Středověk

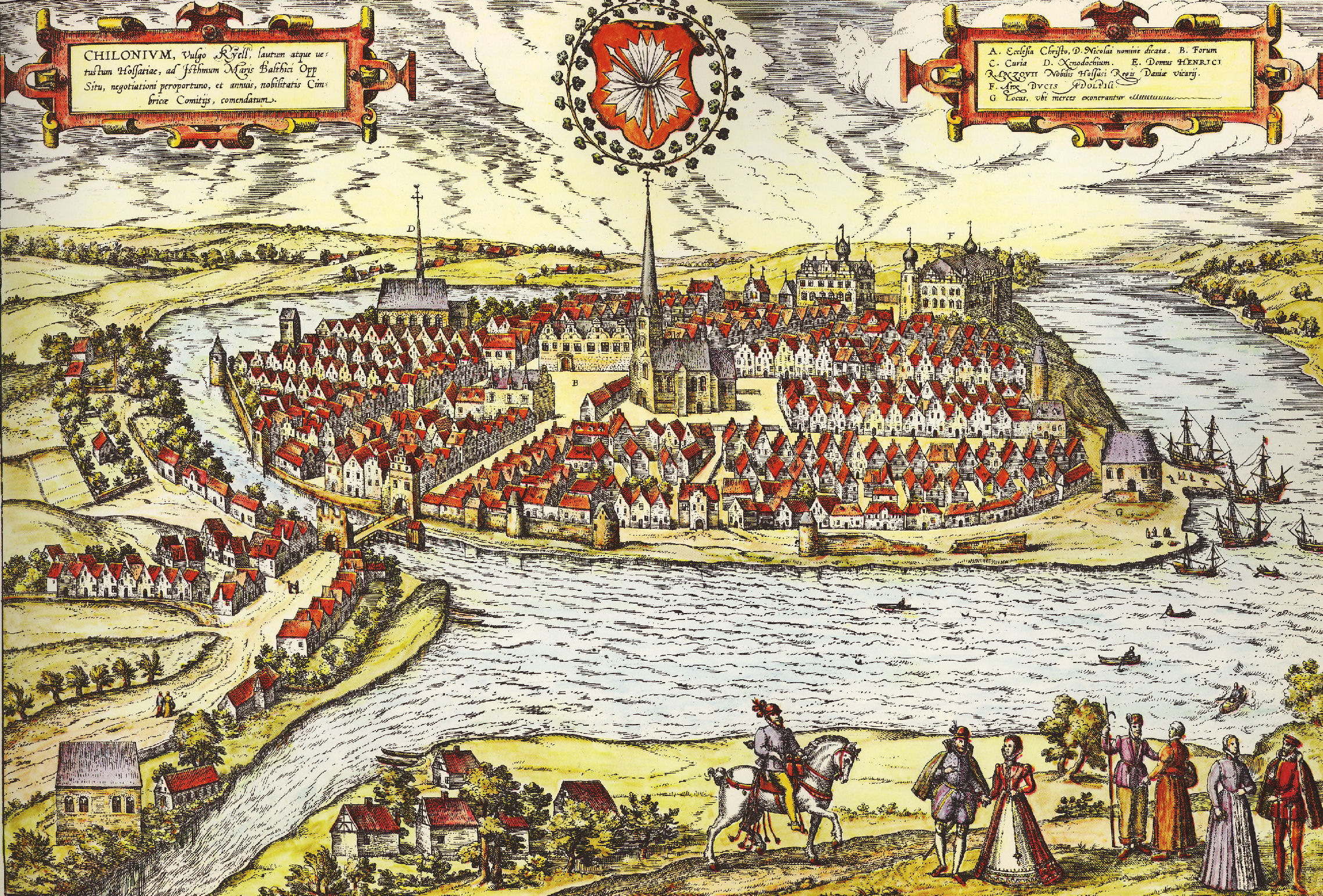
Kiel v 16. století

Oblast Kielského fjordu patřila od časů, kdy si Karel Veliký podrobil Sasy, k Franské říši a poté k Holštýnsku. Samotnou vesnici Kiel založil mezi roky 1233 a 1242 hrabě Adolf IV. Schauenburský a Holštýnský jako Holstenstadt tom Kyle (Holstenstadt na fjordu). Tehdy se začaly psát dějiny Kielu. V roce 1242 mu Adolfův syn Johann udělil městské právo vycházející z lübeckého městského práva. Jako součást Holštýnska byl Kiel součástí Svaté říše římské.

### Hanzovní město
Kiel, hlavní město Hrabství (později Vévodství) Holštýnského, byl od roku 1284 hanzovním městem. Zeměpanský vliv na obchod zde však byl silnější než u svobodných měst.
V roce 1301 již bylo hotovo městské opevnění, od roku 1329 byly hradby kamenné. Zdejší panovníci, hrabata z Holštýna a Stormarnu, začali s budováním hradu. Vedle františkánského kláštera založeného 1242 byl ve městě ještě Kostel sv. Mikuláše dostavěný v roce 1240.
V roce 1518 přišel Kiel o členství v obchodním spolku Hanza. Stalo se tak proto, že město přechovávalo a chránilo piráty.

### Novověk

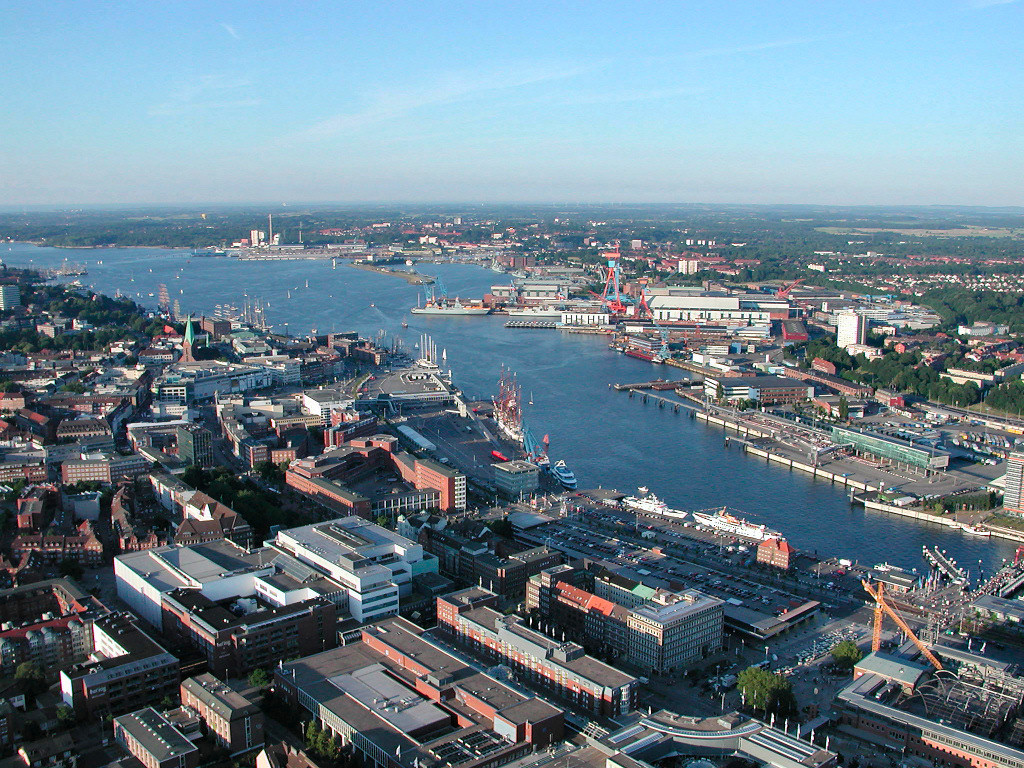
Kielský fjord s přístavem

V září roku 1665 založil vévoda Kristián Albrecht Holštýnsko-Gottorpský ve městě univerzitu, která je po něm dodnes pojmenována. Studovala a vyučovala zde celá řada významných vědců a nositelů Nobelovy ceny, mezi nimi Theodor Mommsen, Felix Jacoby, Hans Geiger, Heinrich Hertz a Max Planck.
V letech 1773–1864 vládli v Kielu dánští králové. Nicméně jelikož vládli Holštýnsku jako lénu Svaté říše římské, jednalo se pouze o personální unii, město nebylo součástí Dánska jako takového. Kiel tedy náležel k Německu, ale vládl mu dánský král. A přestože císař František I. Rakouský v roce 1806 říši zrušil poté, co Napoleon Bonaparte založil Rýnský spolek, dánští králové dál vládli Kielu jako holštýnští vévodové. Když se Šlesvicko a Holštýnsko v roce 1848 vzbouřily proti Dánsku (1. šlesvická válka), stal se Kiel hlavním městem Šlesvicka-Holštýnska a byl jím až do dánského vítězství v roce 1850.

### Moderní dějiny
Počátkem roku 1814, přesněji 14. ledna, byla ve městě podepsána mírová smlouva mezi Švédskem jako zástupcem Šesté protinapoleonské koalice a Dánskem, které stálo v napoleonských válkách na poražené straně, takzvaná Kielská smlouva.
Za 2. šlesvické války získal roku 1864 Kiel a zbytek Šlesvického a Holštýnského vévodství Německý spolek, což byl svazek německých států, hlavně Rakouska (včetně Českých zemí), Pruska, Bavorska, Württemberska, Hannoverska a Saska. Po válce Kielu krátce vládly Rakousko a Prusko společně, ale Prusko-rakouská válka v roce 1866 vedla k vytvoření pruské provincie Šlesvicko-Holštýnsko a k připojení Kielu k Prusku v roce 1867.
V březnu 1865 nařídil tehdejší pruský král a pozdější německý císař Vilém I. přemístit pruské baltské loďstvo z Gdaňsku do Kielu a roku 1867 zde byly zřízeny císařské loděnice. Když se pak stal Vilém I. v roce 1871 německým císařem, ustanovil Kiel a Wilhelmshaven říšskými válečnými přístavy.
Díky své nové roli hlavní německé námořní základny se Kiel začal v následujících letech velmi rychle rozrůstat. Počet obyvatel vzrostl z 18 770 v roce 1864 na asi 200 000 v roce 1910. Značná část starého městského centra a přilehlých oblastí byla přestavěna, aby vyhovovala potřebám rozrůstajícího se velkoměsta. Roku 1881 začaly v Kielu jezdit tramvaje. Před koncem 1. světové války měla kielská tramvajová síť 10 linek a celková provozní délka jejích tratí dosahovala 40 km.
Roku 1887 založil princ Jindřich Pruský (1862–1929) prestižní Kielský jachetní klub (Kieler Yacht-Club) a stal se jeho patronem. Císař Vilém II. se stal jeho komodorem v roce 1891.
Na konci 1. světové války, počátkem listopadu roku 1918, se v Kielu rozhořelo povstání námořníků Širokomořského loďstva neboli Kielská vzpoura, jež zahájilo německou listopadovou revoluci, v jejímž důsledku došlo k pádu císařství a založení Výmarské republiky.

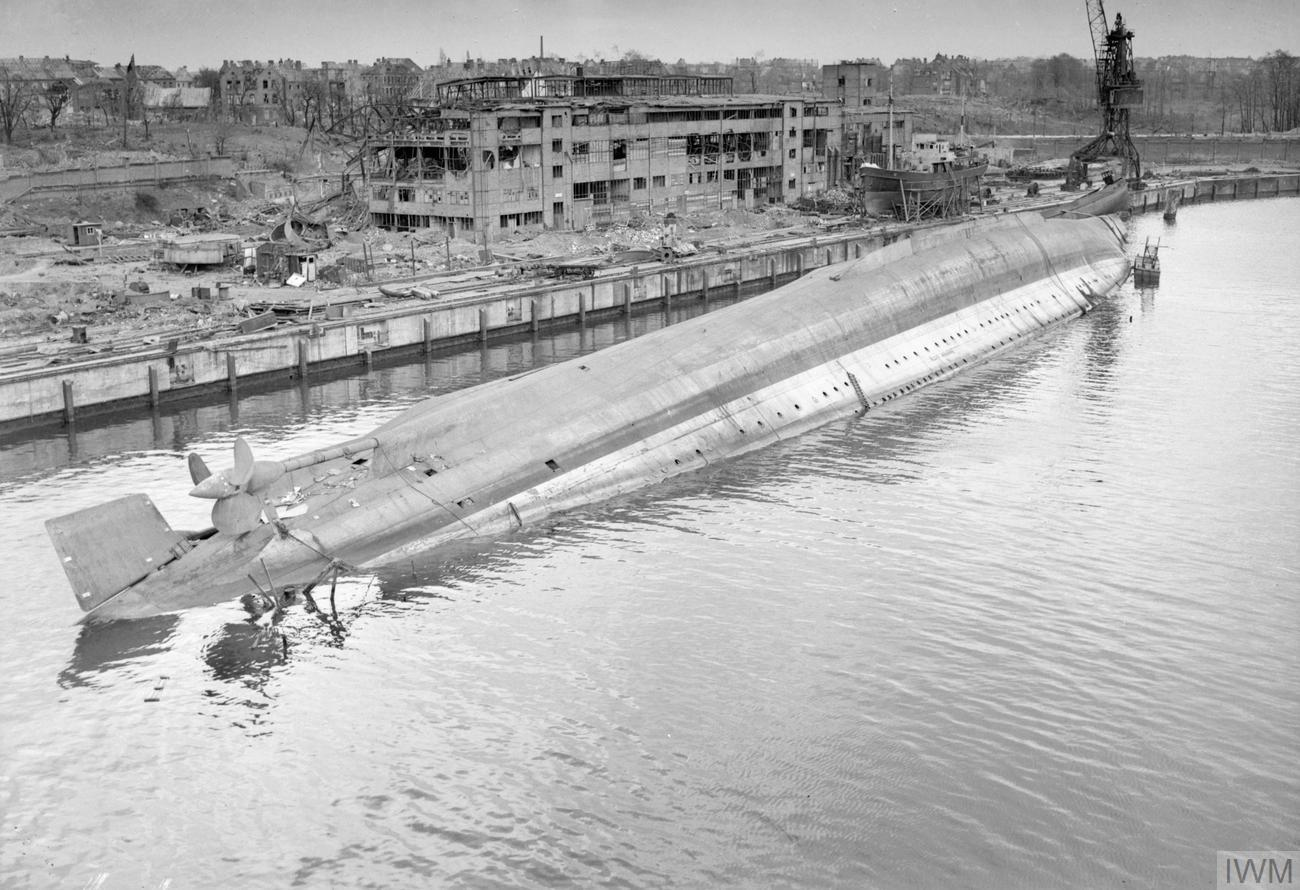
Převrácený těžký německý křižník Admiral Scheer v kielských docích po náletu bombardérů RAF v noci z 9. na 10. dubna 1945

I za 2. světové války patřil Kiel k hlavním námořním základnám a loďařským centrům nacistického Německa. Místní průmysl využíval vězně z několika zdejších pracovních táborů k nuceným pracím. Jako jeden z válečných přístavů a místo, kde se vyráběly německé ponorky, byl Kiel během války těžce bombardován spojeneckým letectvem. Bombardováním bylo zničeno více než 80 % starého města, 72 % centrálních obytných oblastí a 83 % průmyslových oblastí. Při náletu, který uskutečnilo britské Královské letectvo v noci z 23. na 24. července 1944, se piloti stíhacích letounů německé Luftwaffe nechali oklamat a zaútočili na letouny zastíracího útoku místo na hlavní síly mířící na Kiel. Po bombardování netekla ve městě tři dny voda, autobusy a vlaky nejezdily osm dní a plynové vedení se podařilo zprovoznit až za tři týdny. V období mezi 20. únorem a 20. dubnem 1945 provedli Spojenci několik náletů na přístav a úspěšně tak vyřadili řadu U-Bootů a několik velkých válečných lodí (křižníků Admiral Hipper, Admiral Scheer a Köln), jež byly v té době ještě schopné plavby.
Tak jako jiná vybombardovaná německá města byl i Kiel po válce opětovně vystavěn. V roce 1946 se stal sídlem vlády Šlesvicka-Holštýnska a roku 1952 jeho oficiálním hlavním městem.

## Osobnosti města
- Anna Petrovna (1708–1728), ruská velkokněžna, dcera Petra Velikého a matka Petra III.
- Petr III. Ruský (1728–1762), ruský car
- Johan Christian Fabricius (1745–1808), dánský entomolog a ekonom
- Vilemína Dánská (1808–1891), dánská korunní princezna a sňatkem vévodkyně von Glücksburg
- August Wilhelm Eichler (1839–1887), německý botanik
- Walther Flemming (1843–1905), německý biolog, zakladatel cytogenetiky
- Ferdinand Tönnies (1855–1936), německý sociolog, ekonom a filosof
- Max Planck (1858–1947), německý teoretický fyzik, nositel Nobelovy ceny
- Eduard Buchner (1860–1917), německý biochemik, nositel Nobelovy ceny
- Otto Paul Herrmann Diels (1876–1954), německý chemik, nositel Nobelovy ceny
- Erich Raeder (1876–1960), německý velkoadmirál, zemřel zde
- Johannes Wilhelm Geiger (1882–1945), německý fyzik
- Kurt Alder (1902–1958), německý chemik, nositel Nobelovy ceny
- Karl Hass (1912–2004), německý válečný zločinec
- Carl Friedrich von Weizsäcker (1912–2007), německý fyzik, filosof a veřejný činitel
- Hajo Herrmann (1913–2010), plukovník Luftwaffe
- Reinhard Furrer (1940–1995), německý vědec a astronaut
- Andreas Köpke (* 1962), německý fotbalový brankář
- Heike Henkelová (* 1964), německá atletka
- Feridun Zaimoglu (* 1964), německý spisovatel a výtvarník tureckého původu
- Angelique Kerberová (* 1988), německá tenistka

## Partnerská města
- Aarhus, Dánsko (2017)
- Brest, Francie (1964)
- Coventry, Spojené království (1967)
- Gdaňsk, Polsko (1985)
- Kaliningrad, Rusko (1992)
- Sovětsk, Rusko (1992)
- Stralsund, Německo (1987)
- Tallinn, Estonsko (1986)
- Vaasa, Finsko (1967)